# تریزن
تریزن (به آلمانی: Triesen) شهری در منطقه اوبرلند کشور لیختن‌اشتاین است که ۲۶٬۴ کیلومتر مربع مساحت دارد و جمعیت آن در سال ۲۰۰۵ میلادی ۴۶۴۳ نفر بوده‌است.